# Croustillon
Ne doit pas être confondu avec les pets de nonnes français.
 (novembre 2016).
Si vous disposez d'ouvrages ou d'articles de référence ou si vous connaissez des sites web de qualité traitant du thème abordé ici, merci de compléter l'article en donnant les références utiles à sa vérifiabilité et en les liant à la section « Notes et références ».
Les croustillons (appelés, en Flandre (Belgique) et parfois à Bruxelles, smoutebolle(ke)) sont une pâtisserie belgo-néerlandaise constituée de petites bouchées de pâte à beignets cuites dans une friture et généralement saupoudrées de sucre glace (couramment nommé sucre impalpable en Belgique francophone).
C'est une pâtisserie classique et de préparation aisée, emblématique des fêtes foraines et, en raison de racines très régionales et folkloriques, connue sous divers noms selon les traditions locales.

## Préparation et consommation
Par des baraques et roulottes de fêtes foraines ou autres foires, le croustillon est traditionnellement vendu en lot dans un cornet ou une barquette et consommé chaud immédiatement après sa préparation à la vue des clients (à l'instar des baraques à frites), ainsi qu'accompagné de sucre glace. Toutefois, selon les goûts particuliers il peut aussi être consommé froid et nature, ou accompagné d'une autre substance que le sucre glace (par exemple, d'autres formes de sucre, du chocolat liquide ou autre nappage, de la confiture...).
Toujours comme les frites, le croustillon se mange normalement avec les doigts mais, en raison du caractère salissant du sucre et de son gabarit, ainsi qu'aux risques de brûlure ou d'étouffement quand il est consommé directement ou hâtivement, des serviettes en papier sont automatiquement fournies avec le lot ou mises à disposition du client, et il peut aussi être mangé à l'aide d'une petite pique ou d'une fourchette à frites, de même fournie automatiquement ou mise à disposition selon le vendeur.
Généralement acheté directement, sa facilité de préparation permet néanmoins de cuisiner ses propres croustillons, par exemple avec une friteuse ménagère et de la friture propre.

## Le croustillon selon les régions

### En Belgique

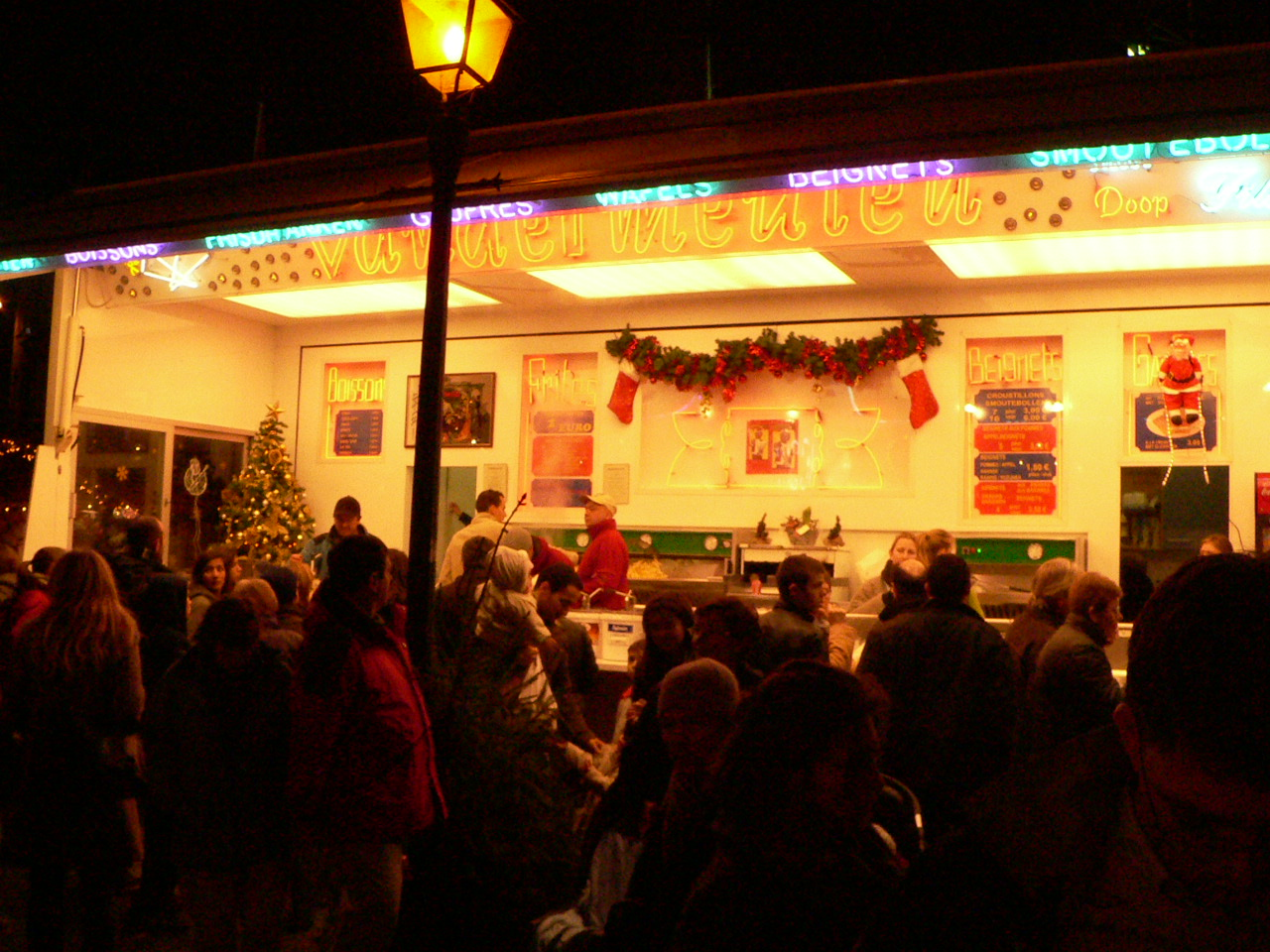
Un commerce ambulant typique de fritures aux Plaisirs d'Hiver (Bruxelles).

En Belgique néerlandophone, dans les foires ou kermesses, il est souvent connu sous le nom de smoutebol (« boule cuite dans le saindoux », au pluriel smoutebollen, du néerlandais smoutbollen) parce qu'il était auparavant frit avec du saindoux, et non de l'huile.
Pour cette même raison, il est traditionnellement nommé Schmalzkugel (au pluriel Schmalzkugeln, même sens qu'en néerlandais belge) en Belgique germanophone.
Dans le patois bruxellois, il est appelé dans le même sens smoutebolle (au pluriel smoutebolles) ou, plus affectueusement, smoutebolleke (« boulette cuite dans le saindoux », au pluriel smoutebollekes).
Il est appelé croustillon en Belgique francophone (crostilion en wallon). À Liège, il est parfois nommé « soupir de nonne » ou « pet-de-nonne » par belgicisme (et ne désigne donc pas la pâtisserie française du même nom, voisine mais distincte du croustillon).
Tout comme les lacquemants, les croustillons sont un classique des kermesses ou des foires, telle la Foire d'Octobre à Liège ou la Foire du Midi à Bruxelles.

### Aux Pays-Bas
Aux Pays-Bas, les oliebollen (« boules cuites dans l'huile ») sont vendues en hiver dans des roulottes et dans certaines boulangeries. C'est traditionnellement une pâtisserie pour le réveillon de la Saint-Sylvestre.

### Dans le reste de l'Europe

#### En Allemagne

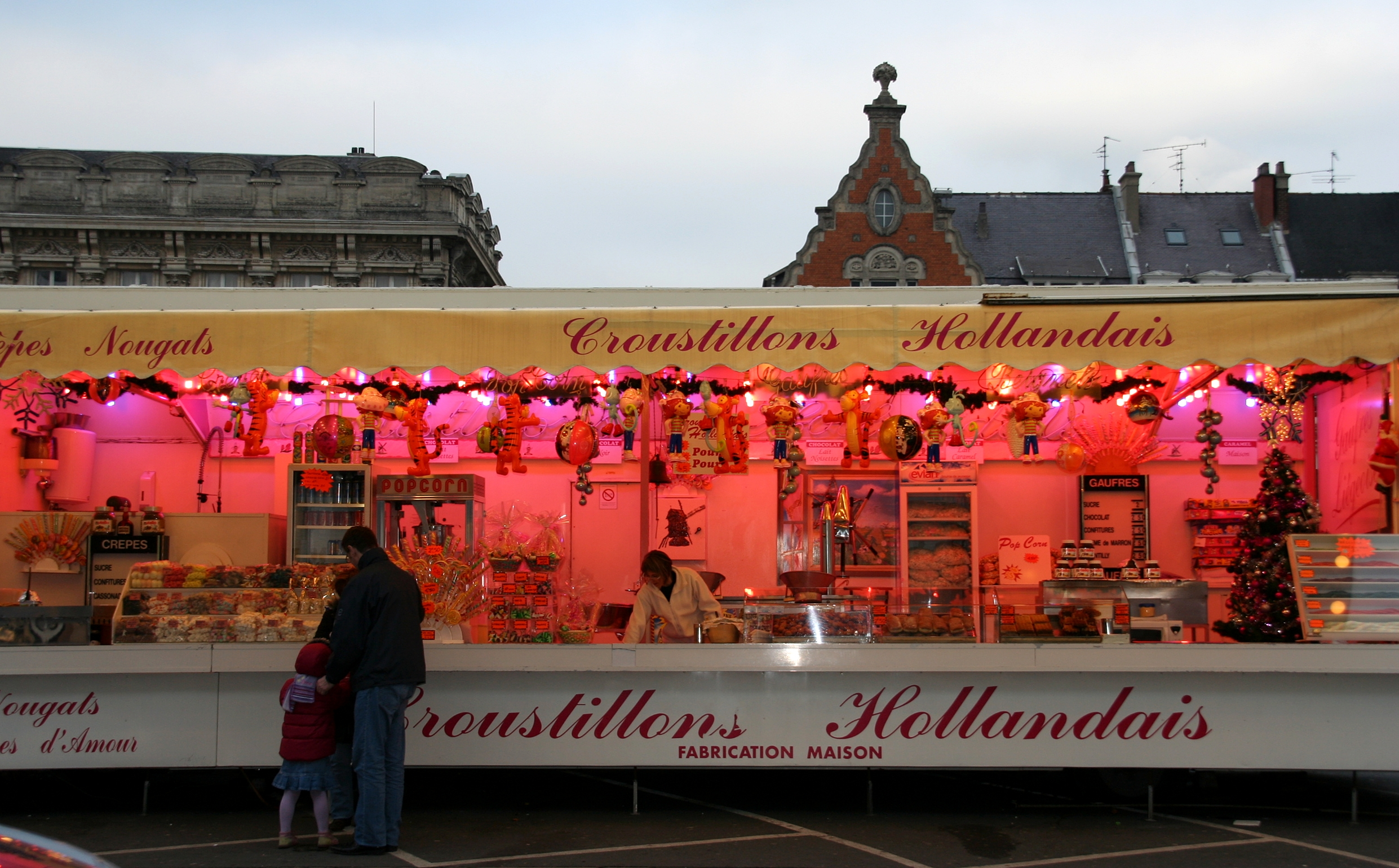
Un commerce ambulant typique à Cambrai (France) avec la mention « Croustillons Hollandais ».

Les croustillons sont connus sous le nom de Püpperchen ou Pupperle (terme pour « poupée » ou affectueux pour « bébé »).
Dans le nord de l'Allemagne, à l'instar du voisin néerlandais il conserve un lien avec la Saint-Sylvestre, d'où le nom de Silvesterfutsch (« foutu Saint-Sylvestre », au pluriel Silvesterfutschen).

#### En Autriche
En allemand autrichien, la variante autrichienne du croustillon est nommée Gebackene Maus (« souris cuite », au pluriel Gebackene Mäuse).

#### En France
En France, on retrouve ces pâtisseries dans le Nord de la France (Lille), en Picardie (notamment dans la région de Saint-Quentin), en hiver sur les marchés de Flandres et d'Artois, mais aussi dans certaines régions touristiques du sud-ouest, par exemple les environs de Royan.
On retrouve ces pâtisseries dans l'ensemble de la Normandie lors des fêtes foraines. Il s'agit d'une spécialité des fêtes foraines en France, connus aussi sous le nom impropre de « croustillons hollandais » (désignant au sens large tous types de ces croustillons, même quand ils ne sont pas hollandais au sens strict).
Ces croustillons y sont aussi connus sous le nom de « beignets rapides ». 
En Alsace les croustillons sont également connus sous l'appellation « pupperle ».

### En Eurasie

#### En Russie
En russe, la retranscription phonétique du nom générique en néerlandais standard est la plus couramment utilisée (au singulier олибол, olibol, au pluriel олиболлен, olibollen), toutefois celles des autres noms locaux peuvent parfois être employées.

### En Amérique du Nord
Importés aux États-Unis par les Néerlandais, les croustillons sont nommés en anglais Dutch doughnuts (« beignets néerlandais ») ou dutchies (diminutif affectueux pour « Néerlandais »), dans le même abus de langage que « croustillons hollandais » en France.
Selon une croyance populaire, ils seraient à l'origine du fameux donut.[réf. nécessaire]

### En Asie

#### En Chine continentale et à Taiwan
Également étrangers à l'Asie et importés, la signification du nom du croustillon en chinois est calquée sur celle du nom anglais et se prononce Hélán tiántiánquān (荷蘭甜甜圈 en forme traditionnelle et 荷兰甜甜圈 en forme simplifiée, « beignet néerlandais »).

#### Au Japon
En japonais, comme il est d'usage courant avec les spécialités importées d'Occident au mot inexistant ou intraduisible nativement dans la langue, on utilise généralement les emprunts lexicaux aux noms locaux retranscrits phonétiquement (オリーボーレン, orībōren et スマウテボレン, sumauteboren depuis les néerlandais standard et belge ; クルスティヨン, kurusutiyon depuis le français belge).